# Monroe County (Tennessee)
Monroe County ist ein County im Bundesstaat Tennessee der Vereinigten Staaten. Das U.S. Census Bureau hat bei der Volkszählung 2020 eine Einwohnerzahl von 46.250 ermittelt. Der Verwaltungssitz (County Seat) ist Madisonville.

## Geographie
Das County liegt im Osten von Tennessee, grenzt an North Carolina und hat eine Fläche von 1690 Quadratkilometern, wovon 46 Quadratkilometer Wasserfläche sind. Es grenzt im Uhrzeigersinn an folgende Countys: Loudon County, Blount County, Graham County (North Carolina), Cherokee County (North Carolina), Polk County und McMinn County.

### Cities und Towns
- Madisonville
- Tellico Plains
- Sweetwater
- Vonore

## Geschichte
Monroe County wurde am 13. November 1819 aus Cherokee-Land gebildet. Benannt wurde es nach James Monroe, dem fünften US-Präsidenten.

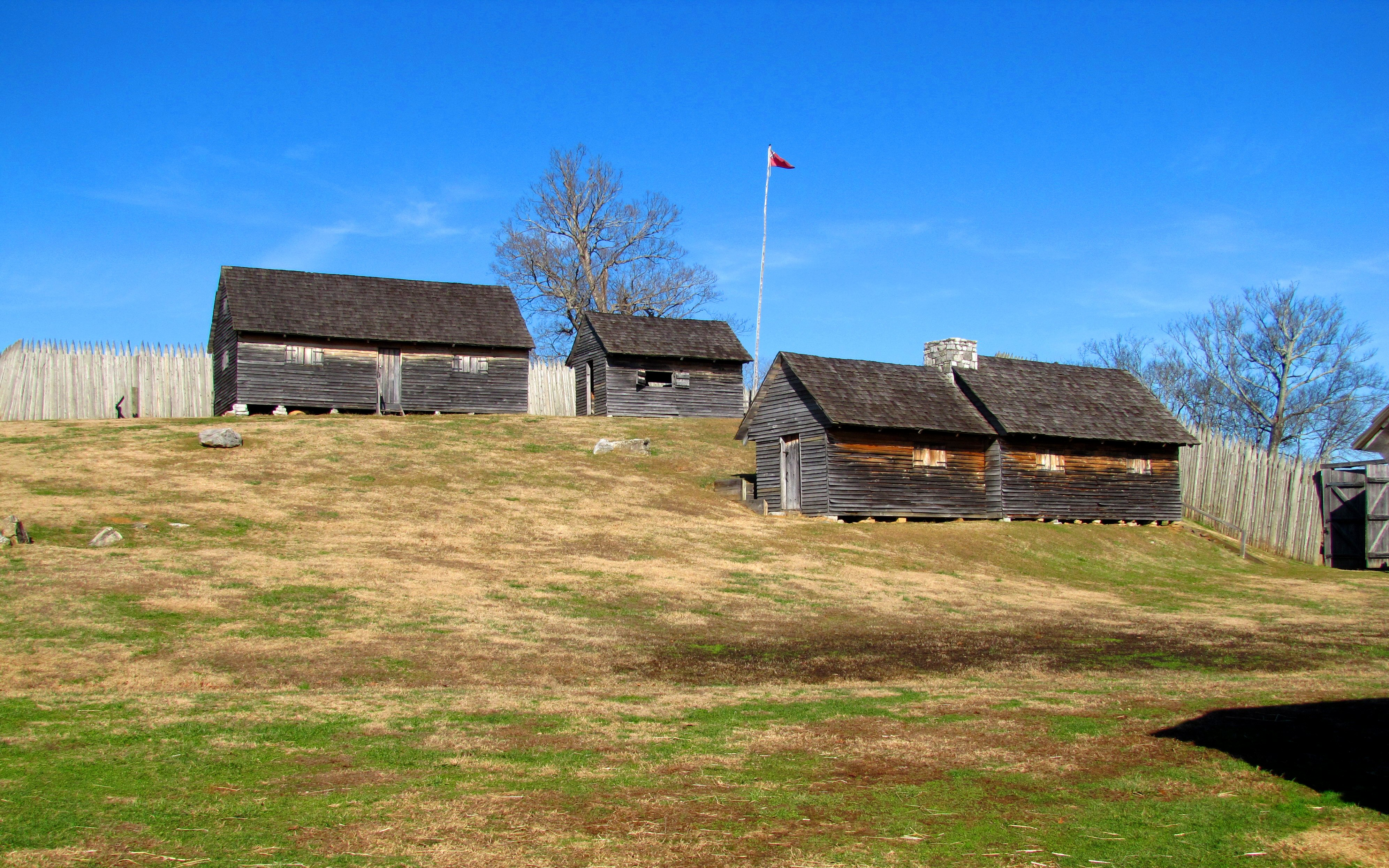
Fort Loudoun (2013)

Ein Ort im County hat den Status einer National Historic Landmark, das Fort Loudoun. 18 Bauwerke und Stätten des Countys sind im National Register of Historic Places (NRHP) eingetragen (Stand 26. August 2018).

## Demografische Daten

Alterspyramide Monroe County

Nach der Volkszählung im Jahr 2000 lebten im Monroe County 38.961 Menschen in 15.329 Haushalten und 11.236 Familien. Die Bevölkerungsdichte betrug 24 Einwohner pro Quadratkilometer. Ethnisch betrachtet setzte sich die Bevölkerung zusammen aus 94,87 Prozent Weißen, 2,27 Prozent Afroamerikanern, 0,36 Prozent amerikanischen Ureinwohnern, 0,36 Prozent Asiaten, 0,02 Prozent Bewohnern aus dem pazifischen Inselraum und 0,86 Prozent aus anderen ethnischen Gruppen; 1,26 Prozent stammten von zwei oder mehr Ethnien ab. 1,76 Prozent der Bevölkerung waren spanischer oder lateinamerikanischer Abstammung.
Von den 15.329 Haushalten hatten 32,1 Prozent Kinder und Jugendliche unter 18 Jahre, die bei ihnen lebten. 59,4 Prozent waren verheiratete, zusammenlebende Paare, 10,0 Prozent waren allein erziehende Mütter und 26,7 Prozent waren keine Familien. 23,3 Prozent waren Singlehaushalte und in 9,4 Prozent lebten Personen im Alter von 65 Jahren oder darüber. Die Durchschnittshaushaltsgröße betrug 2,51 und die durchschnittliche Haushaltsgröße betrug 2,94 Personen.
24,7 Prozent der Bevölkerung waren unter 18 Jahre alt, 8,7 Prozent zwischen 18 und 24, 28,6 Prozent zwischen 25 und 44, 24,8 Prozent zwischen 45 und 64 und 13,2 Prozent waren älter als 65. Das Durchschnittsalter betrug 37 Jahre. Auf 100 weibliche Personen kamen statistisch 97,2 männliche Personen und auf 100 Frauen im Alter von 18 Jahren und darüber kamen 93,9 Männer.
Das jährliche Durchschnittseinkommen eines Haushalts betrug 30.337 USD, das Durchschnittseinkommen der Familien betrug 34.902 USD. Männer hatten ein Durchschnittseinkommen von 29.621 USD, Frauen 21.064 USD. Das Prokopfeinkommen betrug 14.951 USD. 15,5 Prozent der Einwohner und 12,0 Prozent der Familien lebten unterhalb der Armutsgrenze.